# Synagogue de Baden bei Wien

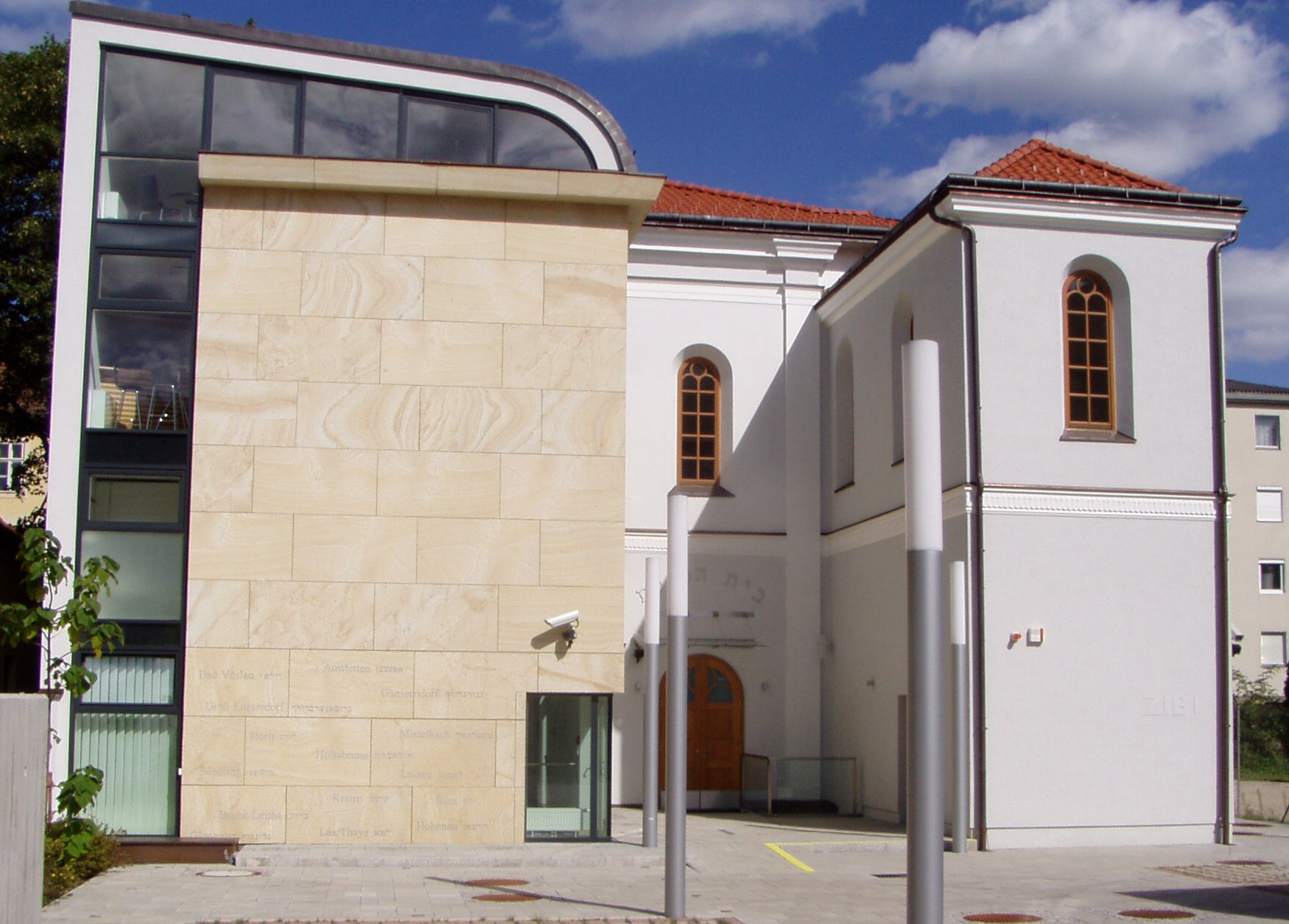
La synagogue de Baden après sa rénovation

La synagogue de Baden bei Wien est une synagogue située à Baden bei Wien, partiellement détruite par le régime nazi mais reconstruite après la Seconde Guerre mondiale

## histoire de la synagogue

### Histoire de la synagogue jusqu’à la Seconde Guerre mondiale
Avant l’édit de tolérance concernant les Juifs de Vienne et de Basse-Autriche, promulgué par l'empereur Joseph II à la fin du XVIIIe siècle, les Juifs n’ont pas l’autorisation de s'installer à Baden, de sorte que la fréquentation des bains leur est en grande partie interdite. À la suite de l’édit de tolérance, un petit centre de culture juive est fondé à partir du XIXe siècle au 363 Bäckerstrasse (aujourd'hui 3 Breyerstrasse).
Une maison de prière publique est d’abord construite sur un terrain situé au 14 Grabengasse, au centre de Baden, acquis par l'association Israelitische Kranken Unterstützungsverein (Association israélite de soutien aux malades) en 1870, sous l’impulsion du premier président de la communauté juive de Baden, Max Mandl. La salle mesure environ 120 m2, et peut accueillir 250 personnes. Elle est inaugurée le 3 septembre 1871. Parmi les personnes présentes figurent les représentants de la ville de Baden ainsi que de nombreux membres de la communauté juive et des curistes. Le hazzan viennois, ami personnel de Schubert, Salomon Spitzer, est chargé de diriger le chœur et de prononcer le discours de célébration.

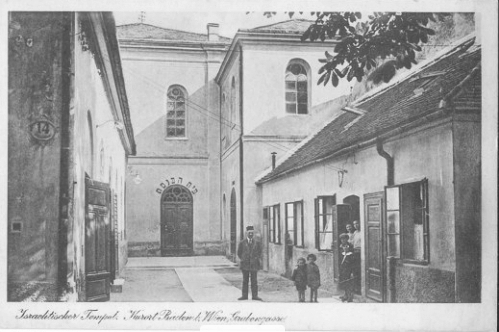
La synagogue avant la Seconde Guerre mondiale

Mais comme cette maison de prière se révèle très rapidement insuffisante pour les besoins de la communauté et des curistes, une grande synagogue, appelée temple, est planifiée et construite de 1872 à 1873 par l'architecte de la ville et futur bourgmestre de Baden, Franz Breyer. La pièce principale qui mesure environ 170 m² et peut accueillir environ 500 personnes, comporte deux niveaux. Le niveau supérieur ou galerie, destiné aux femmes est accessible par un escalier en colimaçon à partir du hall d’entrée. Le plafond, à une hauteur de 9 mètres, est constitué de poutres en acier soutenues par six colonnes en fonte, qui subsistent encore aujourd'hui. La salle dispose de plusieurs fenêtres de deux mètres et demi de hauteur, avec vitrage au plomb.
L'ancienne salle de prière située sur la même propriété est transformée. En plus de deux petits appartements, on trouve aussi des salles d'instruction religieuse. En 1883 la synagogue est agrandie pour inclure un escalier extérieur et en 1888, la maison, qui se trouvait directement sur la Grabengasse, est démolie et la propriété clôturée. Désormais, la synagogue est visible directement depuis la rue. En 1903, la synagogue est rénovée par le célèbre architecte juif Wilhelm Stiassny. Jusqu'à sa destruction partielle en 1938, la synagogue reste inchangée, à l'exception de modifications mineures. Jusqu'à l'Anschluss, la Israelitische Kultusgemeinde Baden (Association cultuelle israélite de Baden) est la troisième plus grande communauté juive d’Autriche.

### La Seconde Guerre mondiale et la renaissance de la synagogue
Dès l'été 1938, l'intérieur de la synagogue est détruit et le bâtiment, repris par le Nationalsozialistische Volkswohlfahrt (Secours populaire national-socialiste) est mis à la disposition des réfugiés allemands des Sudètes. Grâce à cela et à sa situation proche de la caserne de pompiers, la synagogue est épargnée lors de la nuit de Cristal, du 9 au 10 novembre 1938, qui verra la destruction de la plupart des synagogues et autres lieux de culte juif en Allemagne et dans les pays annexés. Les nombreux objets de valeur de la synagogue disparaissent lors de pillages. En 1940, la propriété est acquise par la ville de Baden après la dissolution de la communauté juive. Après la Seconde Guerre mondiale, le bâtiment est utilisé par les soldats d'occupation soviétique comme cuisine d'équipe avant d’être restitué à la nouvelle communauté juive de Baden.
La Jüdischen Gemeinde Baden (communauté juive de Baden) manque initialement de moyens pour restaurer la synagogue. Les services religieux se déroulent donc d'abord dans l'Esplanade du sanatorium de Baden et en 1963, une dépendance de la synagogue est transformée en maison de prière. En mai 1988, la Israelitische Kultusgemeinde Wien (communauté cultuelle israélite de Vienne) dépose une demande auprès de l'administration municipale de Baden pour démolir la zone de la synagogue dans la Grabengasse. Mais l’avocat Elie Rosen, futur président de la communauté juive de Baden et son petit-cousin, le peintre viennois Georg Chaimowicz s’opposent avec succès à la démolition du bâtiment. La demande de démolition est ensuite limitée à la maison voisine de la maison de prière. Après de longues négociations, la ville de Baden, le Land de Basse-Autriche et le gouvernement fédéral prennent en charge les coûts de la rénovation et refonte du bâtiment.

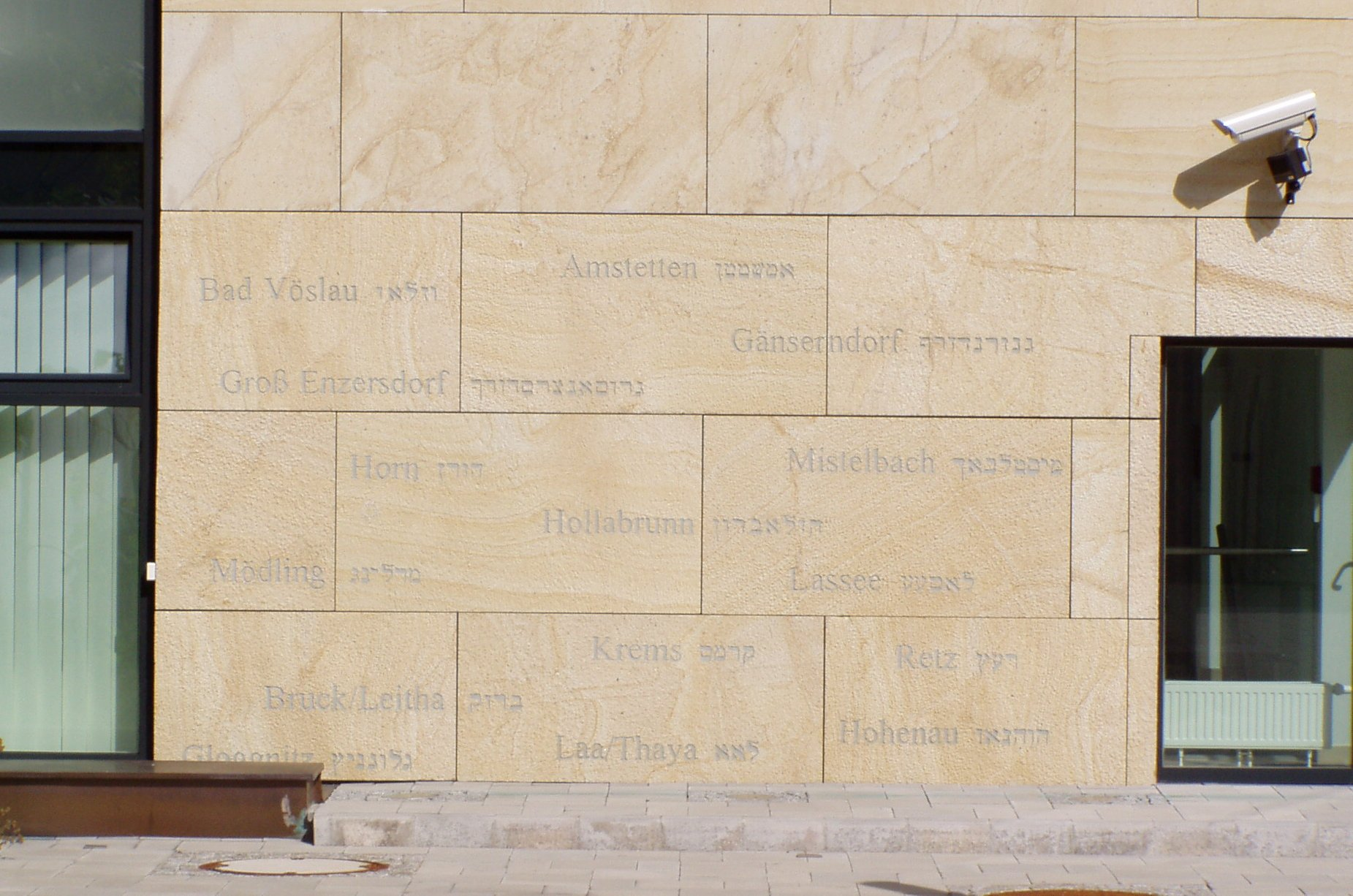
Mur extérieur de la synagogue avec le nom des communautés juives d’avant 1938

En 1938, pendant la période nazie, la galerie du premier étage, initialement réservée aux femmes a été fermée. Leur remise en état initial n’est pas entreprise en raison du nombre nettement inférieur de membres de la communauté juive. Au lieu de cela, un Centre de rencontre et de compréhension interculturelle et les bureaux de la communauté juive sont installés au premier étage. Les noms des 27 villes où se trouvaient des synagogues ou des lieux de prière publics juifs en Basse-Autriche avant 1938 sont gravés en hébreu et en allemand sur la façade en pierre naturelle de la synagogue.
Le 15 septembre 2005, la synagogue est réinaugurée grâce aux efforts soutenus du président de la communauté juive de Baden, Elie Rosen. Aujourd'hui, elle compte 75 sièges pour les hommes et 40 sièges pour les femmes, situés derrière une séparation. Le Centre de rencontre interculturelle dispose d'une scène et d'un espace pouvant accueillir 170 personnes et a organisé de nombreux concerts et conférences depuis sa création.